# Acueducto Carioca
El Acueducto Carioca, popularmente conocido como Arcos da Lapa por encontrarse en la zona de Lapa, es una estructura monumental del Centro de Río de Janeiro, Brasil. Considerada como un hito de la arquitectura colonial de Brasil, es hoy una de las postales de la ciudad, el símbolo más representativo de la antigua conservada en el bohemio de río Lapa.

## Historia

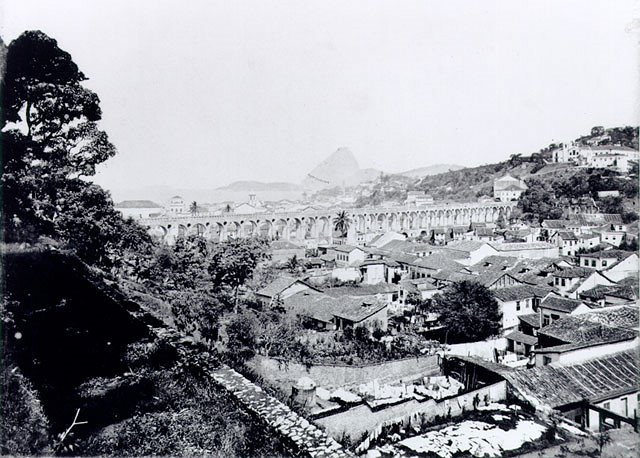
Fotografía de George Leuzinger, hacia 1865.

Los primeros estudios para traer las aguas del río Carioca a la ciudad se remontan a 1602, por determinación del entonces gobernador de la Capitanía de Río de Janeiro, Martim Correia de Sá. En 1624, un contrato para la construcción del primitivo conducto fue firmado con Domingos da Rocha, que no llegó a iniciar los trabajos. En 1660, solo 600 brazas de tubos estaban asentadas, habiendo las obras recibido impulso en 1706, bajo el gobierno de Fernando Martins Mascarenhas Lancastro.
En 1718, bajo el gobierno de Antônio de Brito Freire de Menezes, se iniciaron las obras de instalación de los caños de agua a través de la antigua calle dos Barbonos (actual calle Evaristo da Veiga). Bajo el gobierno de Aires de Saldanha y Albuquerque Coutinho Matos y Noronha, en 1720, la plomería alcanzaba el Campo de la Ayuda (actual Cinelândia), aún en los arrabales de la ciudad en la época. 
El gobernador, quien, alterando el proyecto original, defendió la ventaja de prolongarse la obra hasta el Campo de Santo Antônio (actual Largo da Carioca), optando por los llamados Arcos Velho - un acueducto ligando el morro del Destierro (actual morro de Santa Teresa Al morro de Santo Antônio, inspirado en el Acueducto de las Aguas Libres, que entonces comenzaba a levantarse en Lisboa. La obra estaba concluida en 1723, llevando las aguas a la Fuente de la Carioca, fuente levantada también ese año, que las distribuía a la población en el referido Campo de Santo Antônio.
La solución fue paliativa, ya que ya en 1727 se registran reclamaciones de falta de agua, atribuyéndose a la acción de quilombolas (esclavos fugitivos, que vivían ocultos en las matas) la responsabilidad por la quiebra de los caños. Más tarde, el gobierno pidió cuentas al encargado de la conservación de la obra, el cual, huyéndose a su deber, se evadió. Se establecieron, además, penas para los actos de vandalismo contra la obra.                  

## Características

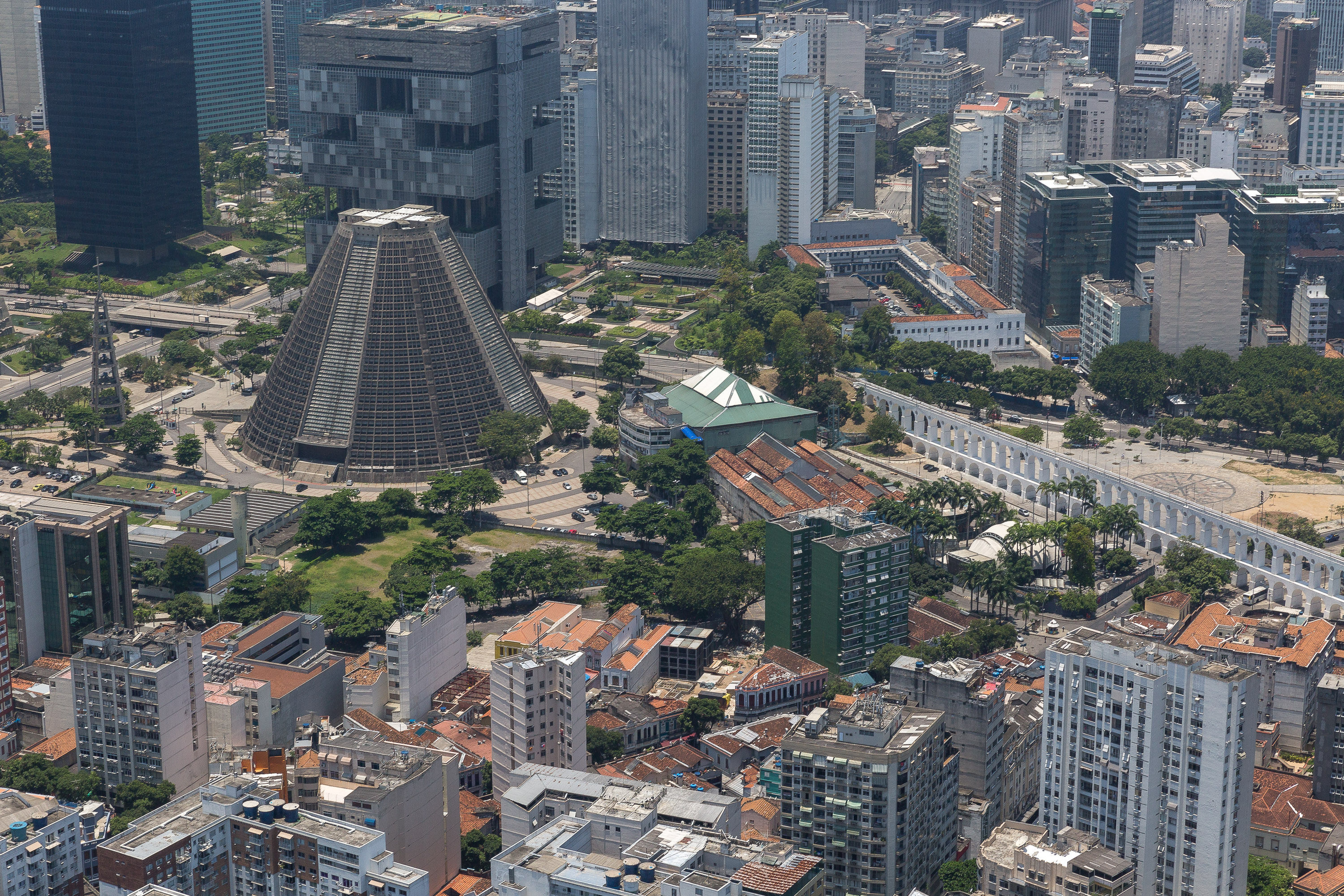
Vista del acueducto y sus alrededores. Arriba a la izquierda, la Catedral de San Sebastián y la sede de Petrobras.

La estructura, con piedra de mortero, originalmente tenía longitud de 270 metros de largo por 17,6 metros de altura. Al más puro estilo románico, encalada, tiene 42 arcos dobles y óculos en parte superior. En su construcción se empleó mano de obra de esclavos indígenas y africanos.